# Jan Plovajko
Jan Plovajko (5. února 1922 Tuří Bystrá, Podkarpatská Rus – 11. ledna 2020 Trutnov) byl československý a český plukovník rusínského původu. Za druhé světové války se účastnil bojů na východní frontě v československých jednotkách. Byl vězněn v gulagu a za komunistického režimu pracoval nejprve jako velitel kasáren v Trutnově, poté jako technik a po okupaci jako dělník. Dne 28. října 2010 byl oceněn Řádem Bílého lva za mimořádné zásluhy o obranu a bezpečnost státu a vynikající bojovou činnost.

## Život
Narodil se do rodiny Vasila Plovajka a Oleny roz. Huštanové. Rodiče měli zemědělskou usedlost, na kterou jeho otec musel vydělat v Argentině. Jako jediný z dětí v rodině mohl studovat gymnázium v Užhorodě. V roce 1939, po maďarské invazi na Podkarpatskou Rus, utekl stejně jako jeho strýc a bratr do Sovětského svazu. Za překročení hranice byl zatčen, obviněn ze špionáže a odsouzen na tři roky do gulagu Norillag za polárním kruhem.
Po amnestii se přihlásil do jednotky československé armády v SSSR. Zúčastnil se několika významných bitev, mj. bitvy o Kyjev, bitvy o Bílou Cerkev, bitvy u Jasla, bitvy na Dukle či bojů o Liptovský Mikuláš. Během bitvy o Kyjev zemřel jeho starší bratr Vasil.
Po válce Plovajko zůstal v armádě, prošel důstojnickým kurzem a stal se velitelem kasáren v Trutnově. V polovině roku 1948 vznesla Státní bezpečnost proti Janu Plovajkovi obvinění ze záškodnické činnosti, kontaktu s cizím nepřítelem a vraždy. Veškerá obvinění byla zrušena, ale v roce 1950 byl z rozhodnutí ministra obrany Alexeje Čepičky „z důvodů opakovaných poklesků“ propuštěn z armády. Pracoval v různých profesích, do roku 1968 jako stavební technik. V roce 1977 odešel do důchodu jako dělník na stavbě pražského metra.
Po roce 1989 byl aktivní ve Vojenském sdružení rehabilitovaných, Československé obci legionářské a Českém svazu bojovníků za svobodu.
S rodinou žil v Trutnově a se svou ženou vychoval tři děti. Dne 18. dubna 2011 obdržel čestné občanství města Trutnova.
Plukovník Plovajko zemřel 11. ledna 2020 v Trutnově, poslední rozloučení s vojenskými poctami se konalo 24. ledna v Trutnově.

## Vyznamenání
- Československý válečný kříž 1939
- Československá medaile Za chrabrost před nepřítelem
- Československá medaile za zásluhy I. stupně
- Pamětní medaile československé armády v zahraničí
- Dukelská pamětní medaile
- Pamětní medaile k 20. výročí Slovenského národního povstání
- Pamětní medaile k 20. výročí osvobození ČSSR
- Medaile za vítězství nad Německem ve Velké vlastenecké válce 1941–1945, SSSR
- Jubilejní medaile 60. výročí vítězství ve Velké vlastenecké válce 1941–1945 – Rusko, 2005
- Kříž obrany státu ministra obrany České republiky, ČR
- Řád Bílého lva, III. třída – vojenská skupina, ČR